# Altrussische Sprache (Sprachperiode)
Die altrussische (auch: großrussische) Sprache (altrussische oder großrussische Periode) bezeichnet die Vorform der heutigen russischen Sprache, wie sie vom 14. bis zum 17. Jahrhundert (bis zu den Reformen Peters I.) verwendet wurde. In dieser Zeit bildeten sich aus der altostslawischen Sprache die eigenständigen Sprachen Russisch, Belarussisch und Ukrainisch heraus. Der Begriff Altrussisch wird vor allem auf Spracheinheiten (Wörter) angewendet, um ihr Alter bzw. den Zeitpunkt ihrer schriftlichen Fixierung zu bestimmen.

## Kontext
Man unterscheidet drei Hauptperioden in der Geschichte der russischen Sprache: die Periode des Altostslawischen, der Vorgängersprache des Russischen, Belarussischen und Ukrainischen (6.–14. Jahrhundert), die altrussische Periode (14.–17. Jahrhundert) und die Periode der modernen russischen Nationalsprache (ab Mitte des 17. Jahrhunderts).

## Linguistische Merkmale
In der altrussischen Periode beginnen sich phonetische, morphologische und syntaktische Systeme zu bilden, die bereits den Systemen der modernen russischen Sprache ähneln, und es kommt zu folgenden sprachlichen Veränderungen:
- Änderung von /e/ zu /o/ nach weichen Konsonanten vor harten: /nʲes/ > /nʲos/;
- die endgültige Bildung des Oppositionssystems von harten / weichen und stimmlosen / stimmhaften Konsonanten;
- Ersetzung der Konsonanten /ʦ/, /z/, /s/ in den Deklinationsformen durch /k/, /g/, /x/ (rukě, nogě, sohě statt rucě, nozě, sosě); in der ukrainischen und belarussischen Sprache bleiben solche Wechsel erhalten: ukrainisch na ruci, na nozi; belarussisch na rucè, na naze;
- Verlust des Duals (Zweizahl);
- Verlust der Vokativform, ersetzt durch die Nominativform (brat!, syn!); im Ukrainischen und teilweise auch im Belarussischen hat sich diese Form erhalten: ukr. brate!, synu!; bel. brace!;
- Auftreten und die weite Verbreitung der Beugung -a im Nominativ Plural von Substantiven (goroda, doma, učitelâ), die in entsprechenden Formen im Ukrainischen und Belarussischen nicht vorkommt: ukr. domi, včitelì; bel. garady, damy, vučycelì;
- Vereinheitlichung der Deklinationstypen;
- Änderung der Adjektivendungen -yi, -ii zu -oi, -ei (prostyj, sam tretij > prostoj, sam tretej);
- das Auftreten von Imperativformen mit /k/, /g/ statt /ʦ/, /z/ (peki statt peci, pomogi statt pomozi) und auf -ite statt -ěte (nesite statt nesěte);
- die Festigung einer Vergangenheitsform der Verben in der lebendigen Sprache – des Partizips mit der Endung -l, das Teil der Perfektformen war;
- das Auftreten von für die russische Sprache typischen Wörtern wie krestʹânin (Bauer), melʹnik (Müller), pašnâ (Acker), derevnâ (Dorf) und viele andere.